# Мютель, Лотар
Лотар Мютель (нем. Lothar Müthel, настоящее имя Лотар Макс Лютке, Lothar Max Lütcke; 18 февраля 1896 года, Берлин, Германская империя — 4 сентября 1964 года, Франкфурт-на-Майне, Федеративная Республика Германии) — немецкий актёр и режиссёр.

## Биография
Лотар Мютель окончил основанную Максом Рейнхардтом актёрскую школу (ныне — Институт театрального искусства имени Эрнста Буша) и первоначально работал только на театральной сцене. Он поступил в берлинский Немецкий театр, где прослужил до 1917 года. Одновременно, с 1915 года началась и его кинематографическая карьера: он снялся в небольшой роли в фильме Пауля фон Ворингена § 14 BGB (Германское гражданское уложение). В 1920 году Мютель сыграл роль рыцаря Флориана в фильме Карла Бёзе и Пауля Вегенера «Голем, как он пришёл в мир», а в 1921 — в экспрессионисткой драме Фрица Ланга «Усталая смерть». В 1926 году Мютель сыграл свою последнюю роль в немом кино (фильм Фридриха Мурнау «Фауст»). В 1931 году в первый и единственный раз появился в звуковом фильме, сыграв роль Карла фон Клаузевица в биографической картине Густава Учицки о прусском генерале Людвиге Йорке («Йорк»).
После прихода к власти в Германии национал-социалистов основное место в творчестве Мютеля стал занимать театр. В мае 1933 года Мютель вступил в члены НСДАП. Он стал одним из самых популярных актёров в нацистской Германии, сыграв роль Альберта Шлагетера в одноимённой пьесе Ганса Йоста, постановка которой была приурочена ко дню рождения Гитлера.
С 1939 по 1945 был директором театра Бургтеатер.